# Sandalio Pereda y Martínez
Sandalio Pereda y Martínez (Torme, Villarcayo província de Burgos el 1822 - Madrid 15 de desembre de 1886) va ser un naturalista espanyol, acadèmic de la Reial Acadèmia de Ciències Exactes, Físiques i Naturals.

## Biografia
Es va doctorar en medicina i ciències naturals el 1838 en el col·legi de medicina de San Carlos i va obtenir la plaça de professor el 1845.
El 1847 li va ser concedida la càtedra d'història natural en la Universitat de Valladolid. i el 1853 va obtenir la plaça a l'Institut San Isidro de Madrid, del que en serà director des de 1870 fins a la seva defunció, en aquest Institut va crear el seu Gabinet d'Història Natural.
Fou membre de la Reial Acadèmia Nacional de Medicina, acadèmic de la Reial Acadèmia de Ciències Exactes, Físiques i Naturals des de 1868 i president de la Reial Societat Espanyola d'Història Natural a Madrid.
Va ser cap superior d'Administració civil el 1874. Gràcies al seu esforç es va iniciar el departament d'història natural a la Universitat de Valladolid.

## Obres
- Programa razonado de un curso de nociones de historia natural. 1858
- Principios de fisiología e higiene
- La naturaleza al alcance de los niños. Este fue libro de texto en muchos colegios de la época.
- Origen, composición y termalidad de las aguas minerales. 1868